# Liste der Lieder von Adoro
Dies ist eine Liste der Lieder von Adoro. Die Reihenfolge der Titel ist alphabetisch. Sie gibt Auskunft über die Urheber.

## Alben
Es sind alle Lieder von folgenden Adoro-Alben aufgelistet:
- 2008: Adoro[1]
- 2009: Für immer und dich[2]
- 2010: Glück[3]
- 2011: Liebe meines Lebens[4]
- 2012: Träume[5]
- 2013: Das Beste[6]
- 2014: Nah bei dir[7]
- 2015: Lichtblicke[8]
- 2017: Irgendwo auf der Welt[9]

## Lieder

### A
| # | Titel             | Dauer | Autoren                                        | Album                                                                        | Jahr |
| - | ----------------- | ----- | ---------------------------------------------- | ---------------------------------------------------------------------------- | ---- |
| 1 | Alles an dir      | 4:23  | Laith Al-Deen, A. C. Boutsen, Steffen Britzke  | Irgendwo auf der Welt                                                        | 2017 |
| 2 | Als ich fortging  | 3:51  | Gisela Steineckert, Dirk Michaelis             | Für immer und dich                                                           | 2009 |
| 3 | Applaus, Applaus  | 3:29  | Rüdiger Linhof, Florian Weber, Peter Brugger   | Nah bei dir                                                                  | 2014 |
| 4 | Auf anderen Wegen | 4:03  | Andreas Bourani, Julius Hartog                 | Lichtblicke                                                                  | 2015 |
| 5 | Auf uns           | 4:08  | Andreas Bourani, Julius Hartog, Thomas Olbrich | Lichtblicke                                                                  | 2015 |
| 6 | Ave Maria         | 3:59  | Franz Schubert                                 | Frohe Weihnacht – Die größten Stars singen unsere schönsten Weihnachtslieder | 2010 |

### B
| # | Titel                          | Dauer | Autoren                                     | Album                 | Jahr |
| - | ------------------------------ | ----- | ------------------------------------------- | --------------------- | ---- |
| 1 | Bei dir                        | 3:18  | Adel Tawil, Sera Finale, Robin Grubert      | Irgendwo auf der Welt | 2017 |
| 2 | Bitte hör nicht auf zu träumen | 4:06  | Xavier Naidoo, Matthew Tasa, Milan Martelli | Liebe meines Lebens   | 2011 |

### D
| #  | Titel                                                | Dauer     | Autoren                                                              | Album                         | Jahr      |
| -- | ---------------------------------------------------- | --------- | -------------------------------------------------------------------- | ----------------------------- | --------- |
| 01 | Das Meer                                             | 3:38      | Charles Trenet, Albert Lasry, Hans Fritz Beckmann                    | Nah bei dir                   | 2014      |
| 02 | Dein ist mein ganzes Herz live                       | 3:06 3:07 | Heinz Rudolf Kunze, Heiner Lürig                                     | Liebe meines Lebens Das Beste | 2011 2013 |
| 03 | Dein ist mein ganzes Herz (Duett mit Helene Fischer) | 3:06 3:03 | Heinz Rudolf Kunze, Heiner Lürig                                     | Träume Irgendwo auf der Welt  | 2012 2017 |
| 04 | Dein Lied                                            | 3:51      | Ralf Hildenbeutel, Laith Al-Deen, Matthias Hoffmann, Steffen Britzke | Liebe meines Lebens           | 2011      |
| 5  | Die Liebe ist eine Rose                              | 3:10      | Andy Hill, Connor Reeves, Laszlo Maleczky                            | Träume Das Beste              | 2012 2013 |
| 6  | Diese Träume will ich träumen                        |           |                                                                      |                               |           |
| 7  | Dieser Weg                                           | 3:49      | Xavier Naidoo, Philippe Van Eecke                                    | Adoro                         | 2008      |
| 8  | Dir gehört mein Herz                                 | 3:42      | Phil Collins, Frank Lenart                                           | Träume                        | 2012      |
| 9  | Du bist das Licht                                    | 4:34      | Gregor Meyle, Christian Lohr                                         | Lichtblicke                   | 2015      |
| 10 | Du erinnerst mich an Liebe                           | 4:00      | Annette Humpe                                                        | Adoro                         | 2008      |
| 11 | Durch den Sturm                                      | 4:48      | Josef Bach, Arne Schumann, Matthias Schweighöfer, Jasmin Shakiri     | Irgendwo auf der Welt         | 2017      |

### E
| # | Titel                          | Dauer | Autoren                                       | Album            | Jahr      |
| - | ------------------------------ | ----- | --------------------------------------------- | ---------------- | --------- |
| 1 | Eiserner Steg                  | 4:11  | Philipp Poisel, Frank Pilsl, Florian Ostertag | Träume Das Beste | 2012 2013 |
| 2 | Engel (I)                      | 3:04  | Maya Singh, Tor Endresen, Andy Lutschounig    | Adoro            | 2008      |
| 3 | Engel (II)                     | 4:35  | Johannes Oerding                              | Lichtblicke      | 2015      |
| 4 | Engel fliegen einsam           | 4:17  | Hannes Strasser                               | Glück            | 2010      |
| 5 | Es wird für ewig sein (Caruso) | 4:54  | Lucio Dalla                                   | Adoro            | 2008      |

### F
| # | Titel                             | Dauer | Autoren                                          | Album                        | Jahr      |
| - | --------------------------------- | ----- | ------------------------------------------------ | ---------------------------- | --------- |
| 1 | Finale (Outro)                    | 3:12  | Andy Lutschounig, Gregor Narholz                 | Adoro                        | 2008      |
| 2 | Flugzeuge im Bauch                | 4:40  | Herbert Grönemeyer                               | Adoro                        | 2008      |
| 3 | Freiheit                          | 3:25  | Marius Müller-Westernhagen                       | Für immer und dich Das Beste | 2009 2013 |
| 4 | Für dich                          | 4:37  | Dieter Bohlen, Klaus Hirschburger, Lukas Hilbert | Liebe meines Lebens          | 2011      |
| 5 | Für immer jung                    | 3:46  | Bernhard Lloyd, Marian Gold, Frank Mertens       | Träume                       | 2012      |
| 6 | Für immer und dich                | 5:05  | Rio Reiser                                       | Für immer und dich           | 2009      |
| 7 | Für mich soll’s rote Rosen regnen | 4:00  | Hans Hammerschmid, Hildegard Knef                | Liebe meines Lebens          | 2011      |

### G
| # | Titel               | Dauer | Autoren                              | Album               | Jahr |
| - | ------------------- | ----- | ------------------------------------ | ------------------- | ---- |
| 1 | Geboren um zu leben | 5:05  | Der Graf, Henning Verlage            | Glück               | 2010 |
| 2 | Geweint vor Glück   | 4:18  | Hartmut Engler, Ingo Reidl           | Glück               | 2010 |
| 3 | Gib mir Sonne       | 4:34  | Peter Plate, Ulf Leo Sommer, AnNa R. | Glück               | 2010 |
| 4 | Große Freiheit      | 4:28  | Der Graf, Henning Verlage            | Liebe meines Lebens | 2011 |

### H
| # | Titel                 | Dauer | Autoren                                                                         | Album                        | Jahr      |
| - | --------------------- | ----- | ------------------------------------------------------------------------------- | ---------------------------- | --------- |
| 1 | Halt dich an mir fest | 4:43  | Johannes Strate, Niels Grötsch, Kristoffer Hünecke, Jakob Sinn                  | Liebe meines Lebens          | 2011      |
| 2 | Halt mich             | 3:59  | Herbert Grönemeyer                                                              | Für immer und dich Das Beste | 2009 2013 |
| 3 | Halt mich fest        | 4:07  | Magne Furuholmen, Morten Harket, Pål Waaktaar                                   | Glück                        | 2010      |
| 4 | Haus am See           | 4:15  | Pierre Baigorry, David Conen, Ruth-Maria Renner, Vincent Graf von Schlippenbach | Nah bei dir                  | 2014      |
| 5 | Helden                | 3:53  | David Bowie, Bryan Eno                                                          | Glück                        | 2010      |
| 6 | Horizont              | 4:48  | Udo Lindenberg, Bea Reszat                                                      | Für immer und dich Das Beste | 2009 2013 |

### I
| #  | Titel                           | Dauer | Autoren                                                          | Album                 | Jahr      |
| -- | ------------------------------- | ----- | ---------------------------------------------------------------- | --------------------- | --------- |
| 01 | Ich atme ein                    | 3:47  | Frank Ramond, Matthias Haß                                       | Nah bei dir           | 2014      |
| 02 | Ich bin ich (wir sind wir)      | 4:26  | Peter Plate, Ulf Leo Sommer, AnNa R.                             | Für immer und dich    | 2009      |
| 03 | Ich glaube                      | 4:11  | Udo Jürgens, Walter Brandin                                      | Für immer und dich    | 2009      |
| 04 | Ich hab’ dich lieb              | 3:53  | Herbert Grönemeyer                                               | Irgendwo auf der Welt | 2017      |
| 05 | Ich lass für dich das Licht an  | 3:55  | Nils Grötsch, Kristoffer Hünecke, Jacob Sinn, Johannes Strate    | Lichtblicke           | 2015      |
| 06 | Ich lebe für dich               | 4:11  | Marco Marinangeli, Laszlo Maleczky                               | Träume                | 2012      |
| 07 | Ich will nur                    | 3:37  | Frank Pilsl, Philipp Poisel                                      | Irgendwo auf der Welt | 2017      |
| 08 | Irgendwie, irgendwo, irgendwann | 4:22  | Uwe Fahrenkrog-Petersen, Nena Kerner                             | Adoro Das Beste       | 2008 2013 |
| 09 | Irgendwo auf der Welt           | 4:58  | Werner Richard Heymann, Robert Gilbert                           | Irgendwo auf der Welt | 2017      |
| 10 | Ist da jemand                   | 4:26  | Adel Tawil, Nicolas Rebscher, Simon Triebel, Alexander Zuckowski | Irgendwo auf der Welt | 2017      |

### K
| # | Titel                         | Dauer | Autoren                                    | Album       | Jahr |
| - | ----------------------------- | ----- | ------------------------------------------ | ----------- | ---- |
| 1 | Kribbeln im Bauch             |       | Pe Werner                                  | Lichtblicke | 2015 |
| 2 | Küssen kann man nicht alleine | 4:43  | Annette Humpe, Max Raabe, Christoph Israel | Nah bei dir | 2014 |

### L
| # | Titel                    | Dauer | Autoren                                                          | Album                        | Jahr      |
| - | ------------------------ | ----- | ---------------------------------------------------------------- | ---------------------------- | --------- |
| 1 | Lächeln                  | 3:36  | Geoffrey Parsons, Charles Chaplin, John Turner, Mathias Weibrich | Nah bei dir                  | 2014      |
| 2 | Lass mich bei dir sein   | 3:27  | Hildegard Knef, Günter Noris                                     | Das Beste                    | 2013      |
| 3 | Lass uns leben           | 3:31  | Marius Müller-Westernhagen                                       | Nah bei dir                  | 2014      |
| 4 | Leise rieselt der Schnee | 3:37  | Eduard Ebel                                                      | Irgendwo auf der Welt        | 2017      |
| 5 | Leuchtturm               | 3:27  | Jörn-Uwe Fahrenkrog-Petersen, Nena Kerner                        | Glück                        | 2010      |
| 6 | Liebe ist                | 5:08  | Jörn-Uwe Fahrenkrog-Petersen, Nena Kerner                        | Für immer und dich Das Beste | 2009 2013 |
| 7 | Liebe ist alles          | 3:22  | Peter Plate, Ulf Leo Sommer, AnNa R.                             | Adoro Das Beste              | 2008 2013 |
| 8 | Liebe meines Lebens      | 4:11  | Christian Lohr, Maya Singh                                       | Liebe meines Lebens          | 2011      |

### M
| # | Titel                         | Dauer | Autoren                                 | Album                 | Jahr |
| - | ----------------------------- | ----- | --------------------------------------- | --------------------- | ---- |
| 1 | Maria durch ein Dornwald ging | 2:10  |                                         | Irgendwo auf der Welt | 2017 |
| 2 | Merci, Chérie                 | 3:03  | Udo Jürgens, Thomas Hörbiger            | Adoro                 | 2008 |
| 3 | Millionen Lichter             | 3:58  | Tobias Röger                            | Lichtblicke           | 2015 |
| 4 | Mit Leib und Seele            | 3:34  | Heinz Rudolf Kunze, Xavier Heiner Lürig | Nah bei dir           | 2014 |
| 5 | Momente                       | 3:26  | Peter Dasch, Mathias Weibrich           | Lichtblicke           | 2015 |

### N
| # | Titel                         | Dauer | Autoren                                            | Album           | Jahr      |
| - | ----------------------------- | ----- | -------------------------------------------------- | --------------- | --------- |
| 1 | Nah bei dir                   | 3:15  | Burt Bacharach, Hal David                          | Nah bei dir     | 2014      |
| 2 | Nessaja                       | 5:20  | Rolf Zuckowski, Peter Maffay                       | Glück Das Beste | 2010 2013 |
| 3 | Nie genug                     | 4:06  | Thorsten Brötzmann, Ivo Moring, Alexander Geringas | Das Beste       | 2013      |
| 4 | Nur noch kurz die Welt retten | 3:40  | Simon Triebel, Tim Bendzko, Mo Brandis             | Nah bei dir     | 2014      |

### O
| # | Titel             | Dauer | Autoren                                    | Album                | Jahr |
| - | ----------------- | ----- | ------------------------------------------ | -------------------- | ---- |
| 1 | O du fröhliche    | 2:52  |                                            | RTL Weihnachten 2012 | 2012 |
| 2 | Ohne dich         | 4:21  | Michael Kunze, Stefan Zauner, Aron Strobel | Adoro                | 2008 |
| 3 | Ouvertüre (Intro) | 2:02  | Andy Lutschounig                           | Adoro                | 2008 |

### P
| # | Titel           | Dauer | Autoren        | Album       | Jahr |
| - | --------------- | ----- | -------------- | ----------- | ---- |
| 1 | Prélude / Intro | 2:36  | —              | Glück       | 2010 |
| 2 | Prélude         | 2:36  | Stefan Schrupp | Lichtblicke | 2015 |

### S
| #  | Titel                              | Dauer     | Autoren                                                                                   | Album                         | Jahr      |
| -- | ---------------------------------- | --------- | ----------------------------------------------------------------------------------------- | ----------------------------- | --------- |
| 01 | Schau mich bitte nicht so an       | 4:04      | Ralph Maria Siegel, Edith Piaf, Louiguy (Spanien), Hans Doll                              | Das Beste                     | 2013      |
| 02 | Schlaflied (kein Stern der fällt)  | 4:22      | Jon Rydningen, Heike Kospach, Nicholas Ian Hammond, Sverrir Bergman                       | Für immer und dich            | 2009      |
| 03 | Sie sieht mich nicht               | 4:45      | Gisela Steineckert, Dirk Michaelis                                                        | Für immer und dich            | 2009      |
| 04 | Solang’ man Träume noch leben kann | 3:36      | Stefan Zauner, Aron Strobel                                                               | Träume                        | 2012      |
| 05 | So soll es bleiben                 | 3:50      | Annette Humpe, Adel Tawil, Florian Fischer, Sebastian Kirchner                            | Für immer und dich            | 2009      |
| 06 | Stadt                              | 4:22      | Heike Kospach, Florian Fischer, Sebastian Kirchner, Marek Pompetzki, Paul NZA, Adel Tawil | Träume                        | 2012      |
| 07 | Stark                              | 4:21      | Annette Humpe, Adel-El Tawil, Sebastian Kirchner, Florian Fischer                         | Lichtblicke                   | 2015      |
| 08 | Still live                         | 4:48 4:57 | Sascha Eigner, Nicholas Müller                                                            | Liebe meines Lebens Das Beste | 2011 2013 |
| 11 | Still, still, still                | 3:45      | Georg Götsch                                                                              | Irgendwo auf der Welt         | 2017      |
| 10 | Stille Nacht                       | 3:48      | Franz Xaver Gruber, Joseph Mohr                                                           | Irgendwo auf der Welt         | 2017      |
| 12 | Süßer die Glocken nie klingen      | 3:43      | Friedrich Wilhelm Kritzinger                                                              | Irgendwo auf der Welt         | 2017      |

### T
| # | Titel             | Dauer | Autoren                                             | Album               | Jahr |
| - | ----------------- | ----- | --------------------------------------------------- | ------------------- | ---- |
| 1 | Tage wie diese    | 4:58  | Andreas Frege, Andreas von Holst, Birgit Minichmayr | Träume              | 2012 |
| 2 | Tanz der Moleküle | 3:38  | Nhoah, Mieze                                        | Liebe meines Lebens | 2011 |

### U
| # | Titel               | Dauer | Autoren                          | Album               | Jahr      |
| - | ------------------- | ----- | -------------------------------- | ------------------- | --------- |
| 1 | Über sieben Brücken | 4:34  | Helmut Richter, Ulrich Swillms   | Adoro Das Beste     | 2008 2013 |
| 2 | Und wenn ein Lied   | 4:58  | Xavier Naidoo, Michael Herberger | Adoro               | 2008      |
| 3 | Universum           | 4:30  | Annette Humpe                    | Liebe meines Lebens | 2011      |

### V
| # | Titel            | Dauer | Autoren                                                        | Album            | Jahr      |
| - | ---------------- | ----- | -------------------------------------------------------------- | ---------------- | --------- |
| 1 | Vom selben Stern | 3:48  | Annette Humpe, Florian Fischer, Sebastian Kirchner, Adel Tawil | Träume Das Beste | 2012 2013 |

### W
| #  | Titel                                 | Dauer     | Autoren                                                                        | Album                         | Jahr      |
| -- | ------------------------------------- | --------- | ------------------------------------------------------------------------------ | ----------------------------- | --------- |
| 01 | Weil mein Herz dich nie mehr vergisst | 5:03      | Céline Dion, James Horner, Will Jennings                                       | Lichtblicke                   | 2015      |
| 02 | Weinst du                             | 3:51 4:44 | Joachim Schlüter, Jan Kelber, Stefan Endrigkeit, Lars Plogschties, Dirk Züther | Träume Das Beste              | 2012 2013 |
| 03 | Wenn Worte meine Sprache wären        | 4:07      | Tim Bendzko                                                                    | Träume                        | 2012      |
| 05 | Wie der Wind sich dreht               | 5:41      | Klaus Meine, Erik Macholl                                                      | Glück                         | 2010      |
| 06 | Wie schön du bist                     | 3:53      | Sarah Connor, Peter Plate, Ulf Leo Sommer, Daniel Faust                        | Lichtblicke                   | 2015      |
| 04 | Wieder hier                           | 4:56      | Marius Müller-Westernhagen                                                     | Glück                         | 2010      |
| 07 | Wir sind am Leben                     | 4:34      | Peter Plate, Ulf Leo Sommer                                                    | Träume                        | 2012      |
| 08 | Wo willst du hin                      | 3:50      | Xavier Naidoo, Michael Herberger                                               | Nah bei dir                   | 2014      |
| 09 | Wunder gescheh’n live                 | 3:49 4:20 | Nena Kerner, Jürgen Dehmel                                                     | Liebe meines Lebens Das Beste | 2011 2013 |
| 10 | Wundervolle Welt                      | 3:38      | George David Weiss, Bob Thiele, Fabian W. Williges                             | Nah bei dir                   | 2014      |